# Archispirostreptus gigas
Espèce
Archispirostreptus gigas est une espèce d'arthropodes de la classe des diplopodes (mille-pattes). Surnommé le iule géant africain, c'est le plus long des diplopodes : les plus grands individus répertoriés mesurent 38,5 cm de long pour 2,1 cm de diamètre. Il a 256 pattes.
Il est largement répandu dans l'est de l'Afrique, du Mozambique au Kenya, rarement au-dessus de  1 000 mètres, principalement en forêt, mais aussi dans les zones côtières, si elles possèdent au moins quelques arbres.
Archispirostreptus gigas est de couleur noire. Détritivore, il est parfois gardé comme animal de compagnie. En général, les mille-pattes géants ont une espérance de vie de 7 à 10 ans.